# Julien Maïo
Julien Maïo, né le 6 mai 1994 à Strasbourg, est un joueur français de badminton.

## Carrière
Julien Maïo est médaillé d'argent des Championnats d'Europe de badminton par équipes 2016 à Kazan.
Il est sacré champion de France en double messieurs avec Bastian Kersaudy en 2017, 2018 et 2019.
Il est médaillé de bronze aux Championnats d'Europe de badminton par équipes 2018 à Kazan.
Il est licencié à Issy les Moulineaux.